# Nicola Paracciani Clarelli

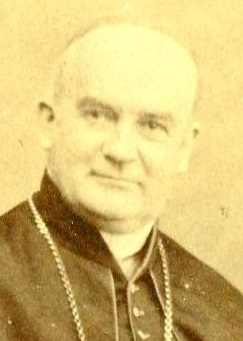
Kardinal Nicola Parracciani Clarelli

Nicola Paracciani Clarelli (* 12. April 1799 in Rieti; † 7. Juli 1872 in Vico Equense) war ein italienischer Kardinal und Erzpriester des Petersdoms sowie Kämmerer des Heiligen Kardinalskollegiums.

## Leben
1819 war er der persönliche Kämmerer von Papst Pius VII. Am 1. Juni 1822 empfing er die Priesterweihe; am 8. Juli 1822 wurde er zum Doktor beider Rechte promoviert. Danach besuchte er die Päpstliche Diplomatenakademie.
Am 22. Januar 1844 ernannte ihn Papst Gregor XVI. zum Bischof von Corneto und Montifiascone und erhob ihn gleichzeitig zum Kardinal. Am 25. Januar desselben Jahres wurde ihm die Titelkirche San Pietro in Vincoli zugeteilt. Der Papst selbst spendete ihm am 11. Februar 1844 im Petersdom die Bischofsweihe. Mitkonsekratoren waren der Präfekt der Kongregation für die Bischöfe und Regularen, Kardinal Costantino Patrizi Naro, und der Präfekt der Kongregation für Ablässe und die heiligen Reliquien, Kardinal Gabriele Ferretti. Im Juni 1854 trat er als Diözesanbischof zurück.
Am 10. Oktober 1860 wurde Paracciani Clarelli zum Präfekten der Konsistorialkongregation ernannt. Am 24. April 1863 erfolgte seine Ernennung zum Sekretär der Apostolischen Schreiben, zudem war Paracciani Clarelli von 1863 bis 1864 Kämmerer des Heiligen Kardinalskollegiums. Am 22. Februar 1867 wurde er zum Kardinalbischof von Frascati und 1870 zum Erzpriester des Petersdoms und Präfekten der Kongregation der Dombauhütte von St. Peter, ernannt.
Er war Teilnehmer des Konklaves von 1846, aus dem Pius IX. als Papst hervorging. Ebenso nahm er am Ersten Vatikanischen Konzil 1869 und 1870 als Konzilsvater teil.